# 앨프리턴 타운 FC
앨프리턴 타운 FC(영어: Alfreton Town Football Club)는 영국 잉글랜드 더비셔주 앰버밸리 앨프리턴을 연고로 하는 축구단이다. 1959년에 창단되어 내셔널리그 노스에 참가하고 있다.

## 역대 감독
| 감독          | 임기        |
| ------------- | ----------- |
| 크리스 와일더 | 2001 ~ 2002 |